# 中川貴志
中川 貴志（なかがわ たかし、1975年7月4日 - ）は、日本のお笑い芸人、実業家。
2017年6月に解散したお笑いコンビ・ランディーズのボケ担当。吉本興業所属。大阪府貝塚市出身。

## 人物
- あだ名は「たーちん」。「たぁ様」「たぁ」「たーやん」などのバリエーションも存在するが、最も定着しているのが相方高井の命名による「たーちん」で、ファンから先輩芸人まで広くその愛称で親しまれている。
- 趣味は野球、パチンコ、スノーボード、競艇など[1]。
- 朝日放送テレビのアナウンサーである加藤明子の大ファン。
- 幼少期から野球が好きで、高校は名門・大阪体育大学浪商高等学校に進学、野球部に所属していた[2]。野球部の1年後輩にコブクロの黒田俊介が所属していた。しかし、野球の道を挫折せざるを得なくなり、NSCに15期生として入学。そこで相方の高井俊彦と出会い、ランディーズを結成。
- 第1回吉本陸上競技会の男子100m走で優勝している。
- 2005年8月27日に入籍し[3]、同年9月に挙式。
  - 2006年6月、第一子（長男）が誕生[3]。2013年1月14日、第二子（次男）が誕生[2]。
- 2007年に相方の高井俊彦と共に、吉本新喜劇に加入する。
- 川藤幸三の物まねが得意で、ピンとして「中川春団治」、「代打屋中川」としてうめだ花月に出演している。また、R-1ぐらんぷり2006に出場している。結果は準決勝敗退。

| 大会回数 | 年     | 結果       |
| -------- | ------ | ---------- |
| 第4回    | 2006年 | 準決勝敗退 |
| 第5回    | 2007年 | 準決勝敗退 |
| 第6回    | 2008年 | 準決勝敗退 |

- 2010年6月24日に家族と経営する「泉州かしみん焼き はこ」を東心斎橋に開店。
  - シャンプーハット・てつじがプロデュースするつけ麺の店「宮田麺児」の隣に店舗を構えているが、全くの偶然とのこと[4]。
  - w-inds.など各界の有名人が訪れることが多い[5]。
- 2017年頃にランディーズを解散。同時期に吉本新喜劇からも実質卒業状態となっており、吉本興業は退所していないが、メディアや舞台などでの芸人活動は特に行っておらず、2020年に開設したYouTubeチャンネルが主な活動で、実業家としての活動がメインになっている。

## 芸風
- イントネーションが変な老人の役が比較的多い。名前は「なかじぃ」（この愛称はイベント「あのしつこいジジイは誰？」で、ファンからの公募により決定した）[6]。
- 入場時には寝言ともうめき声ともつかない、聞き取りにくいもごもごした話し方をする。川畑泰史の場合、最後に頭を叩かれる。すっちー（すち子）の場合、同じように不明瞭な発音と身振り手振りを交えながら談笑混じりのコミュニケーションを行い、最後に息の合ったタイミングで同じ決めポーズをとる。周囲がすち子に「なんて言ってるんですか」と聞くと「分かりません」と答え、一同がコケる。その後、中川に「普通に喋れませんか？」と尋ねると「喋れるよ！」と歯切れよく答え、再び一同がコケる。
- 笑ったり興奮したりした時に、突然胸や口元を押さえて苦しみ出す。周囲が慌てる中、懐からビン入りの錠剤を取り出し、口に含んだ後に落ち着く。周囲の「何を飲んだんですか？」の質問に対して「FRISKや」と答え、一同がコケる。その後、「口が臭うて臭うて」「自分の口がこんなに臭いのにびっくりしている」と続ける。
- 退場しようとしたり、誰かを呼ぼうとしたりするときなどに、同じことを繰り返し言ったり余談ばかりしてなかなか立ち去ろうとせず、主に清水けんじを苛立たせる（内場勝則は4度目に「はよ行け！」と一喝し、退場させている[7]）。業を煮やした清水に頭を叩かれたりメガネを飛ばされたりするが、そのたびに「何で叩くんよ！」「引っ張らんとってよ！」などと逆ギレし、再び戻ってきて堂々巡りになる。なお、眼鏡は御客さんが拾って返している。そのたびに清水または中川が謝罪するが、眼鏡を掛け直した時に、御客さんも掛けている場合「それがわしの眼鏡か？」、掛けていない場合は「ちゃんと手洗（あろ）てますか？」などと更なるボケが入り、清水が「な訳ないやろ！」、「洗てるわ！」とツッコむ。
- 刑事役または警官役の場合、入場時に警察手帳を共演者に見せるが、顔写真が折りたたみ式で何枚も繋がっている（一枚一枚別人）。

## 中川のみのイベント
- 2004年05月28日 - たーちんの『一人でできるかな?』
- 2006年07月29日 - たーちんのひとりだけ日記
- 2006年11月26日 - たーちんのひとりだけ日記2
- 2007年02月09日 - たーちんのひとりだけ日記3
- 2007年05月05日 - たーちんのひとりだけ日記4
- 2007年08月04日 - たーちんのひとりだけ日記5
- 2007年11月11日 - たーちんのひとりだけ日記6
- 2008年02月09日 - たーちんのひとりだけ日記7
- 2008年05月08日 - たーちんのひとりだけ日記8
- 2008年08月22日 - たーちんのひとりだけ日記9

公演場所はすべてうめだ花月

## 出演
高井とのコンビでの出演についてはランディーズを参照。

### テレビ番組
- 新喜劇ボンバー!!（毎日放送）
- 妄想ガールズコレクション（関西テレビ）
- よしもと新喜劇（毎日放送）
- BOAT RACEライブ 〜勝利へのターン〜（BSフジ）

### テレビドラマ
- 中学生日記（2006年、NHK名古屋放送局） - 相方の高井が初出演した第1回のみに出演。
- LOVE×3（2007年、KBS京都） - 大川大五郎 役

### ラジオ番組
- 末成由美のオコタコRadio（YES-fm）

### 映画
- 浪商のヤマモトじゃ!〜喧嘩野球編〜（2003年）
- コーラスたい♪ 〜彼女たちのキセキ〜（2007年）

### 舞台
- 京橋花月よる芝居 CROSS CONNECTION〜クロス コネクション〜（2009年1月9日 - 13日）

### CM
- 日本野球機構 NPB Green Baseball Project（2010年） - プロ野球の球場で流されるCM。試合中のムダな時間を短縮し、消費電力量を削減、地球温暖化を防止することを訴える「地球おじさん」（年齢46億歳）に扮する。なお、地球おじさんの芸風はほぼ中川春団治と同じ。